# خدنگ‌نماها
خدنگ‌نماها (نام علمی: Salanoia) نام یک سرده از زیرخانواده خدنگ‌های مالاگاسی است.